# Itrio
El itrio es un elemento químico de la tabla periódica cuyo símbolo es Y y su número atómico es 39. Su peso atómico es 88,905. Se clasifica como una de las tierras raras dentro de los metales de transición del grupo IIIB. Es un metal de color plateado tiene propiedades metálicas y se encuentra principalmente en los minerales de tierras raras, como la itriotita.
Aunque no se encuentra en su forma pura en la naturaleza debido a su alta reactividad, el itrio juega un papel esencial en diversas aplicaciones tecnológicas. Uno de sus compuestos más conocidos, el óxido de itrio (Y₂O₃), se utiliza en la fabricación de diodos luminiscentes, como los LEDs rojos, que son cruciales en la tecnología de pantallas y visualizadores, incluyendo televisores de rayos catódicos (CRT) y pantallas de dispositivos electrónicos. Además, el itrio tiene aplicaciones en la industria aeroespacial, en la fabricación de aleaciones de alta resistencia, y en la medicina, especialmente en tratamientos de radioterapia.

## Características principales

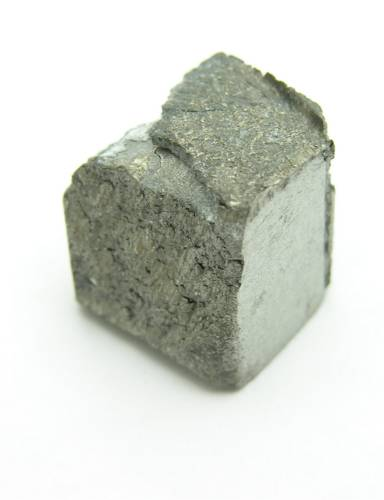
Una pieza de itrio. Este elemento es difícil de separar de otros materiales.

El itrio es un metal plateado, brillante, ligero, dúctil y maleable. Su punto de ebullición es de 3609 K. Químicamente se asemeja a los lantánidos. Es bastante estable en el aire, ya que arde por encima de los 600 K, pero reactivo en ciertas condiciones. El polvo del metal y sus virutas pueden encenderse a temperatura ambiente.
El itrio es la tierra rara más abundante. Incluso llega a ser el doble de abundante que el plomo, pero es difícil de extraer.
Se puede producir mediante fisión nuclear. Se encuentra asociado con los elementos del 57 al 71.
El itrio cristaliza en dos modificaciones, α)-Y (hexagonal con empaquetamiento compacto) que a 1733 K se transforma en β)-Y (cúbica centrada en el cuerpo).

### Similitud con los lantánidos
Las similitudes del itrio con los lantánidos son tan fuertes que históricamente el elemento se ha agrupado con ellos como un elemento de tierras raras, y siempre se encuentra en la naturaleza junto con ellos en mineral de tierras raras. Químicamente, el itrio se parece más a esos elementos que su vecino en la tabla periódica, escandio, y si las propiedades físicas se trazaran contra el número atómico, tendría un número aparente de 64,5 a 67,5, colocándolo entre los lantánidos gadolinio y erbio.
A menudo también cae en el mismo rango de orden de reacción, se asemeja al terbio y al disprosio en su reactividad química. El itrio es tan de tamaño similar al llamado 'grupo itrio' de iones pesados de lantánidos que en solución se comporta como si fuera uno de ellos. Aunque los lantánidos están una fila más abajo en la tabla periódica que el itrio, la similitud en el radio atómico puede atribuirse a la contracción de los lantánidos.
Una de las pocas diferencias notables entre la química del itrio y la de los lantánidos es que el itrio es casi exclusivamente trivalente, mientras que aproximadamente la mitad de los lantánidos pueden tener valencias distintas de tres; sin embargo, solo para cuatro de los quince lantánidos son importantes estas otras valencias en solución acuosa ( Ce  IV ,  Sm  II ,  Eu  II , y  Yb  II ).

## Presencia y obtención
Los metales raros pueden ser extraídos por medio de disolventes o a partir de métodos de intercambio iónico. El itrio comercial se obtiene por reducción del fluoruro con calcio en forma de óxido de itrio Y2O3, obteniéndolo de la gadolinita, que también contiene gadolinio, erbio, europio, holmio y renio. Este mineral se puede hallar en Groenlandia, Suecia, Japón, Noruega y Colorado. El itrio también puede encontrarse en el mineral nuevita, común en Colorado, que contiene titanio, tantalio, hierro y cuarzo, y es similar al keilhauite, que se puede encontrar en Noruega.
La fergusonita es un mineral de color café que se fractura de forma vítrea, hallado en los montes Apalaches desde Nueva Inglaterra hasta Carolina del Sur. Es un columbato y tantalato de itrio con cerio, erbio y uranio. El mineral conocido como bastnasita en California es un fluorocarbono de cerio con lantano o itrio, y el depósito en Mountain Pass, en California, es suficiente para satisfacer la demanda comercial de todos los metales de cerio.

## Historia
Johan Gadolin, químico, físico y mineralogista finlandés, descubrió en 1794 el itrio en un mineral encontrado en Ytterby, una aldea de Suecia, cerca de Vaxholm. El itrio fue la primera tierra rara aislada con éxito en 1828 por Friedrich Wöhler, un químico alemán que trabajó con varios elementos, además del itrio. Al pasar el tiempo se aislaron más elementos a partir de los minerales obtenidos en las canteras de Ytterby, como el escandio y los metales lantánidos pesados como el terbio. Después de sintetizar el itrio, a partir del mismo mineral se sintetizaron otros elementos que también deben su nombre a dicha aldea de Suecia, el erbio, el terbio y el iterbio.

## Aplicaciones
- El itrio se utiliza comercialmente en la industria metálica para aleaciones.
- El óxido de itrio se emplea para producir granates de itrio-hierro (Y3Fe5Si3O12), muy eficientes como filtros de microondas y también en la transmisión y transducción de energía acústica.[cita requerida]
- El óxido de itrio con aluminio (Y3Al5Si3O12) y gadolinio (Y3Gd5Si3O12) tienen interesantes propiedades magnéticas. El de aluminio tiene una dureza de 8.5 en la escala de Mohs y se usa como piedra preciosa similar al diamante.[cita requerida]
- Cantidades pequeñas del elemento (0,1 a 0,2 %) se han utilizado para reducir el tamaño de grano del cromo, del molibdeno, del titanio, y del circonio. También se utiliza para aumentar la fuerza de aleaciones como el aluminio y el magnesio.[cita requerida]
- Se usa como catalizador para la polimerización del etileno.[cita requerida]
- Se utiliza como “atrapador” para eliminar oxígeno e impurezas de otros materiales; esto le permite reducir el óxido de vanadio y otros metales no ferrosos.[cita requerida]
- Utilizado como componente de las pantallas intensificadoras de las unidades de rayos X.[cita requerida]
- Añadido en la formulación de las baterías de Li-ion: LiFePO4 pasa a ser LiFeYPO4 aumentando el número de ciclos útiles y mejorando la velocidad de recarga. Estas baterías se utilizan en motocicletas eléctricas.[cita requerida]
- El Yttralox es una cerámica transparente hecha a partir de óxido de itrio, la cual tiene un punto de fusión de 2477 K. Es usada en lentes que tienen que resistir altas temperaturas, ventanas infrarrojas, láseres y lámparas de alta intensidad.[cita requerida]
- El itrio forma la matriz de los fósforos de itrio y europio activados, que emiten una luz brillante y roja clara cuando son excitados por electrones. La industria de la televisión utiliza esos fósforos en la manufactura de pantallas de televisión. Esto se logra añadiendo pequeñas cantidades de europio al vanadato de itrio.[cita requerida]
- En pequeñas cantidades se añade óxido de itrio a las superaleaciones de níquel usadas en turbinas de aviación para mantener sus propiedades mecánicas a altas temperaturas.[cita requerida]

El uso del itrio está todavía creciendo, debido en realidad a sus buenas condiciones para producir catalizadores y brillo en el cristal.

## YSZ y PSZ
La zirconia estabilizada con itrio (Yttrium stabilized zirconia) es una cerámica basada en óxido de circonio, en la cual su particular estructura cristalina de óxido de circonio se vuelve estable a temperatura ambiente por la adición de óxido de itrio.
El ZrO2 puro tiene una estructura cristalina tetragonal estable a temperaturas por encima de los 1273 K, pero cambia a una estructura cristalina monoclinica por debajo de esta temperatura. Esta transformación produce un abrupto cambio en las dimensiones de la estructura cristalina, acompañado por la acumulación de esfuerzos y una posible fractura. Cuando la zirconia es enfriada a partir de una temperatura de 1273 K, el cambio de volumen (expansión de 3.25 %) ocasiona que se desmorone el material. No obstante, si se añade una pequeña cantidad de itrio al ZrO2, su fase tetragonal puede estabilizarse a temperatura ambiente. Aparte del itrio, se pueden usar manganesio y calcio. El tamaño del estabilizador es crítico. El itrio debe ser uniformemente distribuido por toda la microestructura del ZrO2. Esto se logra mezclando los dos materiales en forma de polvo, con un tamaño de partículas entre los 0.05 y 1 μm. No se necesita un cambio de fase para llevar a cabo esta mezcla.

En caso de que no se agregue suficiente itrio para estabilizar la zirconia, y con ajustes en el tamaño de partícula y procesos de control, se obtiene una mezcla de la fase cúbica estabilizada y la fase monoclínica inestable que posee una alta resistencia a la fractura. Esta mezcla metaestable, conocida como zirconia parcialmente estabilizada (PSZ, Partially stabilized zirconia), se someterá a transformaciones si es lo suficientemente perturbada. Si una parte está hecha de esta cerámica, y la parte es sometida a impactos, vibraciones u otro tipo de condición que le ocasione esfuerzos de tensión, el esfuerzo hará que el material absorba energía suficiente para que se empiece a manifestar la transformación de la fase monoclínica. La transformación se lleva a cabo en el inicio de alguna fractura que crece en el material, lo que resulta en una disminución del esfuerzo y, a cambio, propagando la fractura e incrementando la dureza del material cerámico.

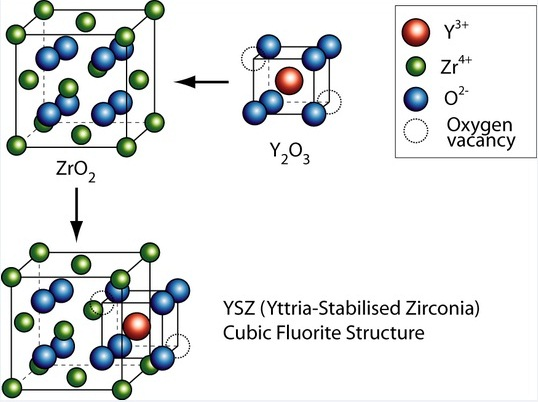
Estructura del YSZ

## Aplicaciones del YSZ
La zirconia estabilizada con itrio (Yttrium stabilized zirconia) o YSZ, se utiliza de las siguientes maneras:
- Como refrigerante, por ejemplo en motores de aviones.
- Como recubrimiento de barrera térmica en turbinas de gas.
- Como una electrocerámica debido a sus propiedades de ion-conductor, por ejemplo, para determinar el contenido de oxígeno en escapes de gases, para medir pH en agua a alta temperatura, en celdas de combustible.
- Es usado en la producción de células de combustible de óxido sólido (SOFC en inglés). El YSZ es usado como el electrolito sólido, que permite al ion de oxígeno conducir mientras bloquea la conducción de electrones. Para lograr la conducción de iones suficientes, un SOFC con un electrolito YSZ debe ser operado a altas temperaturas (800 °C-1000 °C). Mientras es ventajoso que el YSZ mantenga robustez mecánica a estas temperaturas, generalmente las altas temperaturas necesarias son una desventaja de SOFCs usuales, y es una de las mayores barreras para su comercialización exitosa. La alta densidad del YSZ también es necesaria para lograr separar físicamente el combustible gaseoso del oxígeno, de otra manera el sistema electroquímico no produciría ninguna energía eléctrica.
- Debido a su dureza y propiedades ópticas en su forma de monocristal (zirconia cúbica), es usado en joyería.
- Como un material para cuchillas no metálicas (producido por compañías como Boker y Kyocera)
- El YSZ dopado con materiales de tierras raras puede actuar como fósforo termógrafo y un material luminiscente.
- Históricamente fue usado para cuerdas brillantes en lámparas de Nernst.

## Isótopos
El itrio natural se compone de solamente un isótopo (Y-89). Los radioisótopos más estables son Y-88 que tiene un periodo de semidesintegración de 106,65 días y Y-91 con uno de 58,51 días. El resto de isótopos tienen unos periodos de semidesintegración de menos que un día excepto Y-87 que tiene uno de 79,8 horas. Se han catalogado 26 isótopos inestables. El ion Y3+ es diamagnético.

## Precauciones
El itrio es peligroso en el ambiente de trabajo, debido a que las partículas y los gases pueden ser inhalados en el aire. Puede producir daño en los pulmones, especialmente durante exposiciones a largo plazo. El itrio puede también causar cáncer en humanos, así como aumentar las posibilidades de cáncer de pulmón cuando es inhalado. Finalmente, puede ser una amenaza para el hígado cuando se acumula en el cuerpo humano.